# Jania rubens
Jania rubens ist eine Art der Rotalgen.

## Beschreibung
Der Thallus ist 2,5–5 cm lang, rosarot gefärbt und wächst zylindrisch bis keulenförmig mit mehrfach dichotomer Verzweigung. Wie für die Corallinales typisch, ist der Thallus verkalkt und im Gegensatz etwa zu Corallina officinalis dünner und zerbrechlicher. Der Thallus ist durch eine kleine konische Scheibe am Substrat befestigt und aus Segmenten aufgebaut, die einen Durchmesser von 120–180 µm erreichen. Die Alge wächst oft büschelartig als Epiphyt auf anderen Algenarten (z. B. Cladostephus spongiosus, Cystoseira-Arten und Halopithys incurva). Die ähnlich aussehende Art Ellisolandia elongata weist keine dichotome, sondern eine gefiederte Verzweigung auf.

## Verbreitung
Die Art ist im Atlantik, Mittelmeer, im Indischen Ozean sowie im Pazifik verbreitet. Sie ist in Gezeitentümpeln und im unteren Litoral und Sublitoral bis in 8 m Tiefe zu finden.